# ألين جونز
ألين جونز (بالإنجليزية: Allen Jones)‏ هو سياسي أمريكي، ولد في 24 ديسمبر 1739 في مقاطعة إيجكوم في الولايات المتحدة، وتوفي في 10 نوفمبر 1798.